# Батюшкову
Это статья о стихотворении А. С. Пушкина, посвященном К. Н. Батюшкову. О другом стихотворении Пушкина, посвященном тому же поэту, — «К Батюшкову»  («Философ резвый и пиит...», 1814) — см. в отдельной статье.
«Ба́тюшкову» (вариант названия по первой строчке — «В пещерах Геликона») — лицейское стихотворение А. С. Пушкина, напечатанное в 1815 году в журнале «Российский Музеум» (№ 6, с. 266—267) за подписью «Александр Нкшп» (с опечаткой: Икшп).
Датируется началом февраля — маем 1815 года.
Это юношеское произведение больше при жизни автора не публиковалось. В собрания сочинений Пушкина входит начиная с издания П. В. Анненкова (т. 2, 1855 г.)
Автограф неизвестен. Сохранились четыре копии, которые различаются между собой:
- 1) в тетради И. В. Помяловского № 110 (П2);
- 2) в сборнике «Дух лицейских трубадуров»;
- 3) в тетради Н. С. Тихонравова (Т);
- 4) в тетради П. Я. Дашкова (Дш).

В наши дни печатается по журнальной публикации 1815 года, с современной орфографией (вместо «В дни резвости златыя» — «В дни резвости златые»).
Стихотворение написано после встречи с Батюшковым в первых числах февраля 1815 года. Это ответ на советы признанного стихотворца Батюшкова (выведенного в пушкинском послании как «певец забавы», «друг Пермесских дев» — т. е. муз, которые, по представениям древних греков, обитали у реки Пермесс, берущей начало на горе Геликон).
Константин Николаевич Батюшков посоветовал юному коллеге обратиться к героической теме Отечественной войны 1812 года:
Ты хочешь, чтобы, славы

Стезею полетев,

Простясь с Анакреоном,

Спешил я за Мароном

И пел при звуках лир

Войны кровавый пир.
Однако начинающий поэт, идущий по стопам одного из «девяти лириков» Анакреона, отклонил рекомендации мэтра — отказался свернуть с избранного курса на эпический путь Публия Вергилия Марона — и завершил послание словами
Бреду своим путем:

Будь всякой при своем.
Последняя строчка, выделенная курсивом, является парафразой из послания В. А. Жуковского к К. Н. Батюшкову («Будь каждый при своем / (Рек царь земли и ада)», 1812 г.) и представляет собой известное латинское выражение (девиз Горация в его посвященных Меценату 1-й оде I книги и 1-й сатире I книги).